# Jüdischer Typhusfriedhof (Havlíčkův Brod)

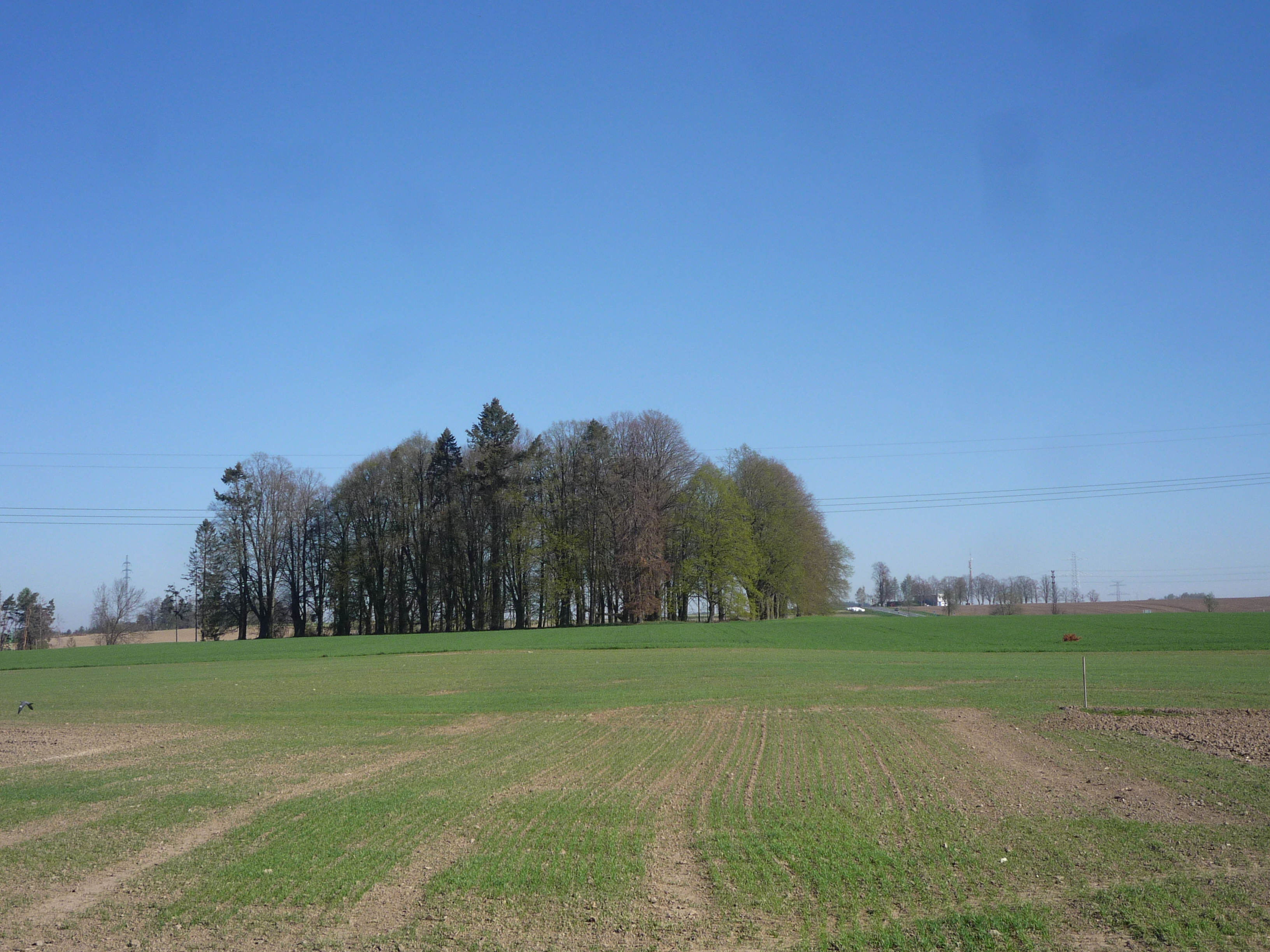
Blick von Süden auf den Friedhof

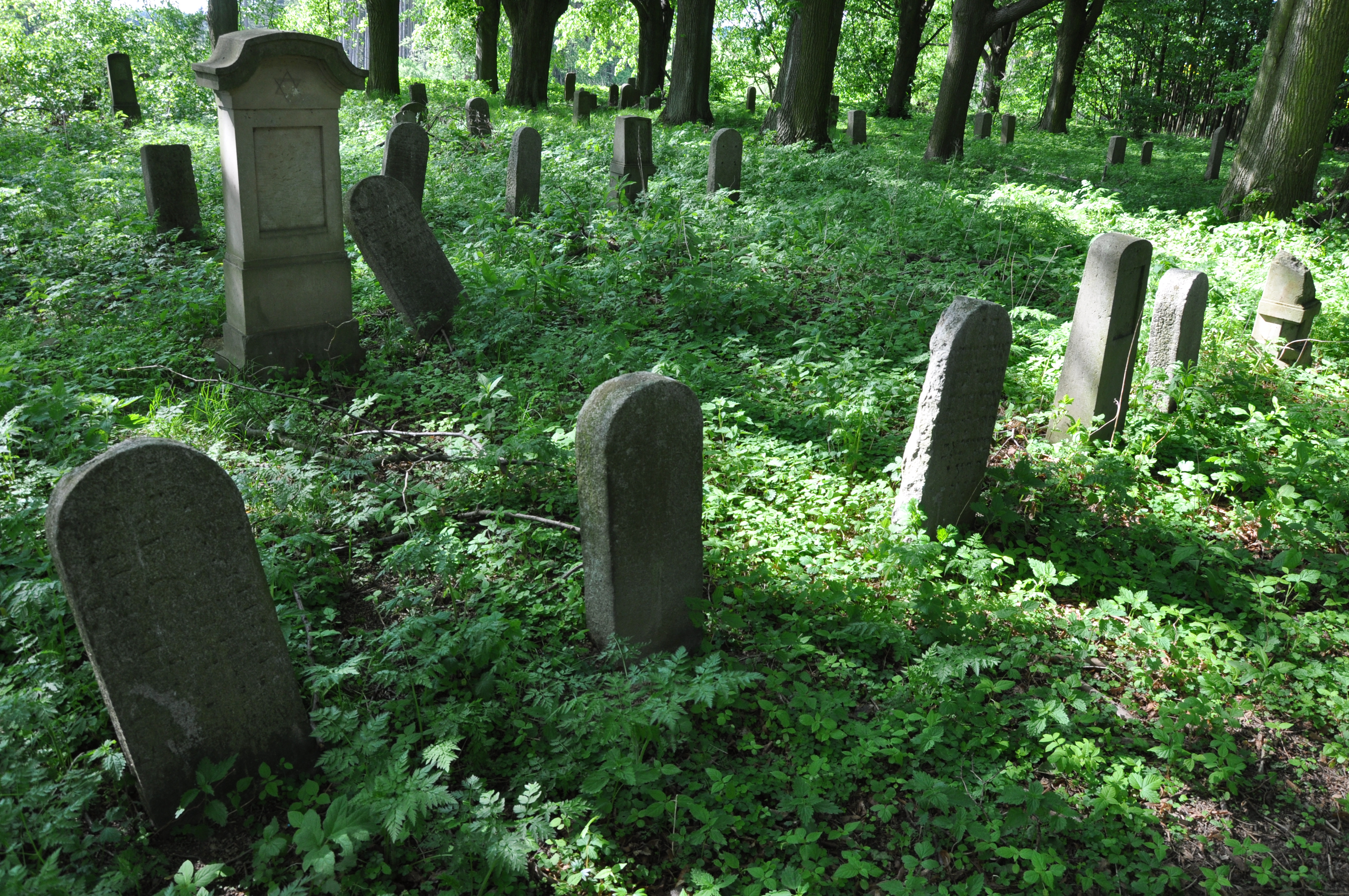
Grabsteine

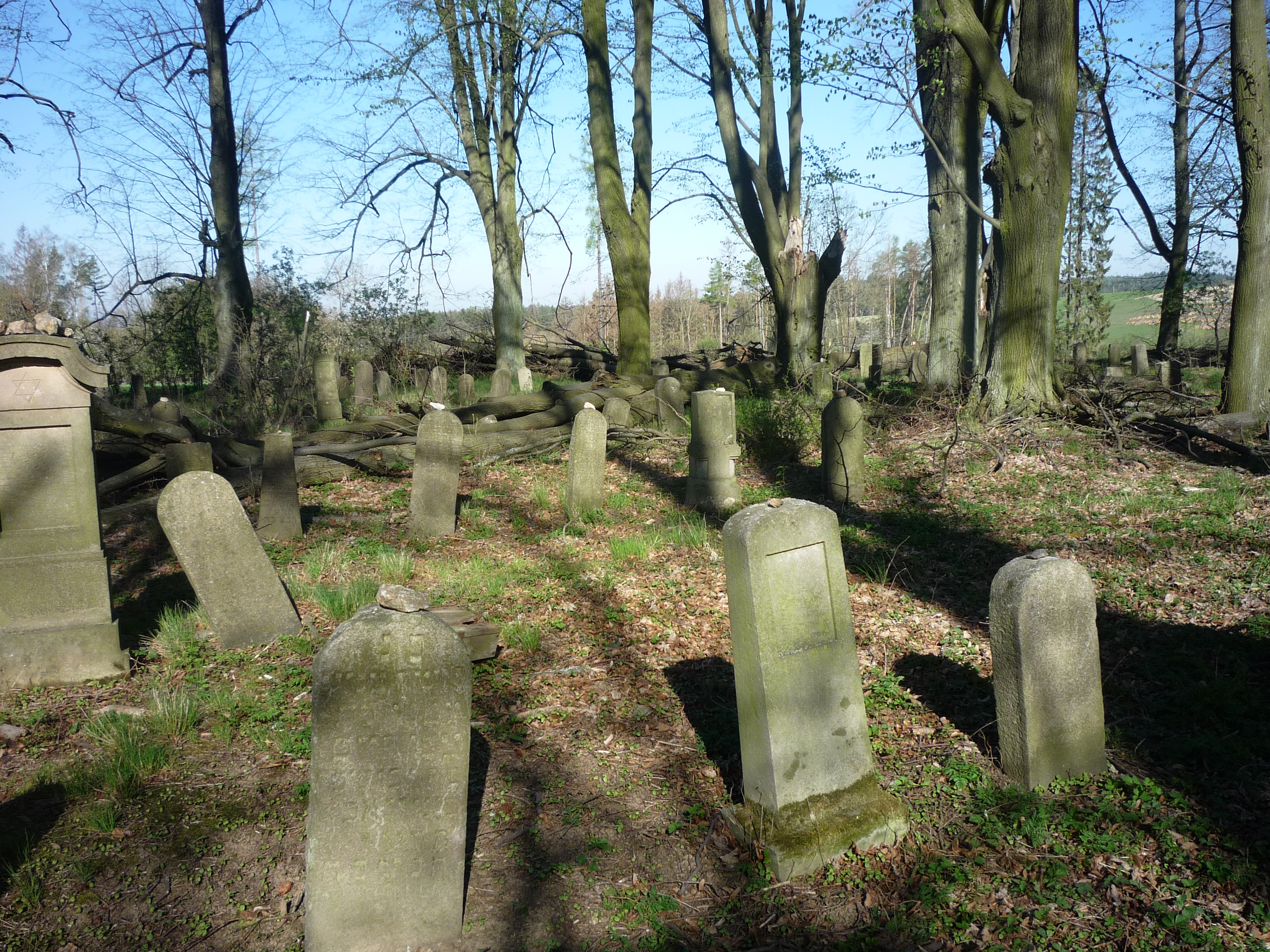
Ansicht im Frühjahr

Der Jüdische Typhusfriedhof (Židovský tyfový hřbitov) in Havlíčkův Brod (Deutschbrod) im Okres Havlíčkův Brod ist ein einzigartiger jüdischer Friedhof in Tschechien. Er wurde 1917 angelegt und bis zum Ende des Ersten Weltkrieges als Flüchtlingsfriedhof genutzt. Auf dem quadratischen Areal von 625 m² sind 86 Mazewot erhalten.

## Lage
Der Seuchenfriedhof befindet sich zweieinhalb Kilometer nördlich des Stadtzentrums von Havlíčkův Brod in den Feldern westlich der Silnice I/38 bei Kotlasův Dvůr. 500 m südlich liegt der Neue städtische Friedhof.

## Geschichte
Während des Ersten Weltkrieges befand sich in der Rozskošská ul. – an der Stelle der heutigen Psychiatrischen Klinik  – eine große Barackenkolonie für überwiegend jüdische Flüchtlinge aus den Kriegsgebieten in Galizien und der Bukowina. Auf Grund der unzureichenden hygienischen Bedingungen in dem von bis zu 9000 Menschen bewohnten Flüchtlingslager kam es zum Ausbruch von Typhus, außerdem erkrankten viele Kinder an einer Scharlach- und Masernepidemie. Der kleine jüdische Friedhof am Stadtrand von Deutschbrod bot keine Möglichkeit zur Bestattung der zahlreichen Toten aus dem Lager.
1917 wurde auf Kosten des Landesausschusses außerhalb der Stadt hinter dem Neuen Friedhof der Jüdische Typhusfriedhof angelegt.
Das Friedhofsgelände von 25 × 25 m wurde mit einem hölzernen Zaun umgeben und kreuzförmig mit hochwüchsigen Baumarten, dazwischen mit niedrigeren Zierbäumen, bepflanzt. In der Mitte befand sich ein Friedhofshäuschen. Bis zum Kriegsende wurden auf dem Friedhof ca. 400 Personen beigesetzt. Nach der Rückkehr der Flüchtlinge in ihre Heimat wurde der Friedhof geschlossen.
Während der Ersten Tschechoslowakische Republik wurde der Friedhof von der kleinen Jüdischen Gemeinde Deutschbrod unterhalten.
Nach dem Holocaust war der Friedhof fast 60 Jahre sich selbst überlassen; der Zaun zerfiel, die Zufahrtswege wurden weggepflügt. Drei Viertel der Mazewot verschwanden. Erhalten blieb ein Wäldchen mit einfachen Mazewot, auf denen in hebräischer, teils auch in lateinischer Schrift Namen und Herkunft der Verstorbenen eingehauen sind. Im Jahre 2004 wurde mit Reparaturen und Instandsetzungen begonnen. Verantwortlich für beide Jüdische Friedhöfe in Havlíčkův Brod ist die Matana AG.